# جنایت میدان آرژانتین تهران
در روز چهارشنبه ۲۰ اسفند ۱۳۹۹ مردی ۴۵ یا ۴۲ ساله به نام شهرام روبروی محل کار همسرش (که در نزدیکی پایانه بیهقی، میدان آرژانتین واقع شده بود) در ماشین پژو ۴۰۵ یا پژو ۲۰۶ (به گفته برخی منابع) خودش در حالی که منتظر همسرش بود هدف ضربات متعدد چاقو قرار گرفت و حدود ۳۰ متر جلوتر به قتل رسید.
او معمولاً هر روز پس از اتمام کار همسرش به آنجا می‌رفت تا با هم به خانه برگردند؛ اما این بار قرار بود که به خرید و بعد به مطب دکتر بروند.

## جزئیات
در حالی که او پشت فرمان ماشینش به انتظار همسرش نشسته بود ناگهان ۲ نفر در ماشین را باز کرده و سوار خودرو شدند. ۲ مرد با چاقو ضربات متعددی به راننده زدند و بعد از ماشین پیاده شده و به نفر سوم که سوار بر موتور منتظرشان بود ملحق شده و فرار کردند.
او با اینکه در ماشین هدف ضربات متعدد چاقو قرار گرفته بود؛ همچنان زنده بود و در ماشین را باز کرد و کمی جلوتر رفت و ضاربی که از سمت در شاگرد به او ضربات متعددی وارد کرده بود او را تعقیب کرده و به قصد کشت، هدف ضربات بیشتری قرار داده و به قتل رساند.
او جلوی کودک ۵ ساله‌اش که در صندلی‌های پشت ماشین نشسته بود؛ با ضربات متعدد چاقویی که به سینه، پهلو و گردنش وارد شده بود به قتل رسید.
او در همان لحظات به دلیل سنگینی ضربات وارد شده جان سپرد.
او راننده اسنپ بود؛ قبل از این او راننده تاکسی بود.

## اعلام قتل به پلیس
در ساعت ۱۴:۳۰ همان روز این جنایت به قاضی محمدجواد شفیعی بازپرس جنایی تهران اطلاع داده شد.
همسر مقتول که در صحنه حادثه حاضر بود و بی‌تابی می‌کرد گفت: من در شرکتی حوالی میدان آرژانتین کار می‌کنم. ساعتی قبل همسرم با من تماس گرفت و گفت در نزدیکی محل کارم منتظرم است. حتی قرار شد همکارم که با ما هم مسیر بود نیز همراهمان بیاید و او را هم برسانیم. به‌همین دلیل با هم از شرکت خارج شدیم و دیدم در نزدیکی محل کارم جمعیت زیادی دور ماشین شوهرم جمع شده‌اند. نزدیک‌تر که رفتم متوجه شدم افرادی به سمت همسرم هجوم برده و این بلا را بر سر او آورده‌اند.

## مرتکبان و نحوه دستگیری آن‌ها
تحقیقات محلی و بررسی دوربین‌های مداربسته اطراف محل جنایت نشان می‌داد که متهمان ۳ نفر بوده‌اند که یکی از آن‌ها کنار موتوری منتظر مانده و کشیک می‌داده‌است. ۲ نفر دیگر نیز پیاده به سمت مرد پژو سوار که منتظر همسرش بود رفته و داخل ماشین وی نشسته و با چاقو و قمه ضرباتی به مرد پژو سوار زدند. آن‌ها بعد از قتل به سمت همدستشان رفته، سوار بر موتور شده و هر ۳ گریختند. در ادامه بررسی‌ها مشخص شد که مقتول ۴۵ساله و مدتی قبل راننده تاکسی اینترنتی بوده‌است. او اما به تازگی شغلش را تغییر داده بود اما مشخص نبود که عاملان جنایت با چه انگیزه‌ای به او حمله کرده و دست به قتل وی زده‌اند. در همان روز های نخست جسد با همان شرایط به دستور قاضی جنایی به پزشکی قانونی منتقل شد و گروهی از کارآگاهان جنایی تحقیقات برای شناسایی و دستگیری عاملان جنایت را آغاز کردند.
در ۲۵ فروردین ۱۴۰۰ دو نفر از عاملان این جنایت دستگیر شدند؛ آن‌ها با دستمزد ۳۰۰ میلیون تومان توسط یک موزیسین اجیر شده بودند.
آن‌ها در هنگام انجام این جنایت ماسک بهداشتی بر صورت داشتند.
از همان روزهای اول، تحقیقات پلیس نشان می‌داد که مقتول از مدتی قبل با مردی به نام امیر یا پژمان که موزیسین است اختلاف داشته‌است.
به این ترتیب مأموران پلیس این شخص (که در برخی منابع پژمان و در منابع دیگر امیر ذکر شده‌است) را به‌طور نامحسوس تحت تعقیب قرار دادند و متوجه شدند که او دو روز قبل از حادثه با ۲ مرد قرار داشته‌است و آن‌ها را اجیر کرده‌است که این جنایت را رقم بزنند.